# Balladen om den kaxiga myran
Balladen om den kaxiga myran är en visa med text och musik av Stefan Demert utgiven på hans skiva Visor för smutsiga öron från 1970. Sången, som är en av Demerts mest kända, blev en populär barnvisa och handlar om en myra som visar högmod, när han påverkad av alkohol förlorar kampen med ett tuggummi av märket Toy. Utöver Demert är visan bland annat insjungen på skiva av Cornelis Vreeswijk och Charta 77.